# Kristian Lundin
Kristian Carl Marcus Lundin, född 7 maj 1973 i Järfälla församling,, är en svensk kompositör, musikproducent och låtskrivare. 
Han har skrivit låtar till artister som Backstreet Boys, 'NSYNC, Britney Spears, Céline Dion och One Direction. Inför Melodifestivalen 2011, skrev Lundin tillsammans med JC Chasez och Carl Falk bidraget "Don't Stop" till Anders Fernette. Låten hade emellertid publicerats på internet innan tävlingen varför den diskvalificerades och ersattes med låten "Run", skriven av Desmond Child, Negin Djafari, Hugo Lira, Ian-Paolo Lira och Thomas Gustafsson.

## Källa
1. ↑  Sveriges befolkning
1990:
Lundin, Kristian, Carl Marcus